# رانباكسي
رانباكسي (بالإنجليزية: Ranbaxy Laboratories)‏ شركة أدوية تأسست في الهند في أوائل القرن 60، والشركة هي شركة دولية صيدلانية.

## التكوين
بدأت رانباكسي بواسطة رانبير سينغ ينـاس وغورباس سينغ في عام 1937 كموزع لشركة شيونوغي اليابانية. يمزج اسم رانباكسي بين أسماء مؤسسيها: رانبير وجورباس. اشترى بهاي موهان سينغ الشركة في عام 1952 من أبناء عمومته رانبير وجورباكس. بعد انضمام بارفيندر سينغ نجل بهاي موهان سينغ إلى الشركة في عام 1967، شهدت الشركة زيادة في الحجم.
في أواخر التسعينيات، شكلت شركة Ranbaxy شركة أمريكية، هي رانباككسي شركة الأدوية.، من أجل دعم دخولها إلى سوق الأدوية في الولايات المتحدة.

## تجارة
خلال الإثني عشر شهرًا المنتهية في 31 ديسمبر 2005، بلغت مبيعات الشركة العالمية 1,178 مليون دولار أمريكي حيث استحوذت الأسواق الخارجية على 75% من المبيعات العالمية (الولايات المتحدة الأمريكية: 28%، أوروبا: 17%، البرازيل، روسيا، والصين: 29%) .
في ديسمبر 2005، تضرر سعر سهم رانباكسي من خلال حكم براءة اختراع يمنع إنتاج نسختها الخاصة من عقار ليبيتور لخفض الكوليسترول من إنتاج شركة فايزر، والذي بلغت مبيعاته السنوية أكثر من 10 مليارات دولار. في يونيو 2008، حسم رانباكسي نزاع براءات الاختراع مع شركة فايزر مما سمح لهم ببيع أتورفاستاتين الكالسيوم النسخة العامة من ليبيتور وأتورفاستاتين كالسيوم-أملوديبين بيسيلات، النسخة العامة من فايزر كاديت، في الولايات المتحدة، ابتداء من 30 نوفمبر 2011.
في 23 يونيو 2006، منحت إدارة الغذاء والدواء الأمريكية رانباكسي فترة حصرية لمدة 180 يومًا لبيع سيمفاستاتين (زوكور) في الولايات المتحدة كدواء عام بقوة 80 ملغ. تنافست شركة Ranbaxy مع صانع العلامة التجارية زوكو شركة ميرك وشركاه إيفاكاكس (التي تم الاستحواذ عليها ودمجها في شركة إيفا للصناعات الدوائية المحدودة. والتي تتمتع بحصرية لمدة 180 يومًا في نقاط قوة أخرى غير 80 مجم ؛ ومختبرات الدكتور ريدي، من الهند أيضًا، والتي تُعفى نسختها العامة المصرح بها (المرخصة من شركة ميرك) من الحصرية.
في 1 ديسمبر 2011، حصل رانباكسي على موافقة من إدارة الغذاء والدواء الأمريكية لإطلاق النسخة العامة من ليبيتور في الولايات المتحدة بعد انتهاء صلاحية براءة اختراع الدواء.

## الاستحواذ بواسطة دايتشي سانكيو
= [في يونيو 2008، استحوذت داييتشي سانكيو على حصة 34.8 % في رانباكسي من عائلة الرئيس التنفيذي والمدير العام مالفيندر موهان سينغ كرور روبية (2.4 مليار دولار أمريكي) بسعر روبية. 737 لكل سهم. في نوفمبر 2008، أكملت داييتشي سانكيو الاستحواذ على الشركة من عائلة سينغ المؤسسة في صفقة قيمتها 4.6 مليار دولار  من خلال الاستحواذ على حصة 63.92% في رانباكسي. ظل Malvinder Singh من شركة رانباكسي في منصب الرئيس التنفيذي بعد الصفقة. أدت إضافة مختبرات رانباكسي إلى توسيع عمليات داييتشي سانكيو حيث بلغت قيمة الشركة المندمجة حوالي 30 مليار دولار أمريكي.
في عام 2009، أفيد بأن النائب الأول لرئيس شركة نوفارتيس السابق يوغال سيكري سيقود العمليات الهندية لمختبرات رانباكسي.
في عام 2011، حصلت شركة رانباككسي الرعاية الصحية الاستهلاكية العالمية على جائزة شركة OTC لهذا العام. في تقارير ثقة العلامات التجارية 2012 و 2013 و 2014، احتلت رانباكسي المرتبة 161 و 225 و 184 على التوالي من بين العلامات التجارية الأكثر ثقة في الهند.

## الاستحواذ على شركة صن فارماسيوتيكال
في 7 أبريل 2014، أعلنت شركة صن الصيدلانية ومقرها الهند وشركة داييتشي سانكيو ومقرها اليابان عن بيع حصة 63.4 % بالكامل من رانباكسي من داييتشي سانكيو إلى صن الصيدلانية في صفقة تبلغ قيمتها 4 مليارات دولار. بموجب هذه الاتفاقيات كان على المساهمين في رانباكسي الحصول على 0.8 حصة من صن فارماسوتيكال لكل سهم من رانباكسي. بعد هذا الاستحواذ، كان من المقرر أن يمتلك الشريك داييتشي سانكيو حصة 9 % في صن الصيدلانية.

## المكاتب
- المكاتب المركزية لهند، والمملكة المتحدة، الولايات المتحدة الأمريكية.
- المكاتب الإقليمية في 15 بلدا في أربع قارات.
- مرافق التصنيع التابعة والمشاريع المشتركة—الولايات المتحدة وكندا وهولندا والمملكة المتحدة والهند وأيرلندا ونيجيريا وجنوب أفريقيا ومصر والصين وماليزيا وتايلاند وفيتنام.[13][14]
- وحدات الإنتاج والبحوث في 7 دول.
- لوازم المستحضرات الصيدلانية لأكثر من 100 بلدا.